# Moismus

Religiöses Symbol des Volkes der Zhuang. Es ist ein Abbild des Gottes Bu Luotuo.

Der Moismus (Mo) (chinesisch 摩教, Pinyin Mó jiào), gelegentlich Zhuang-Shigongismus (chinesisch 壮族师公教, Pinyin Zhuàngzú shīgōng jiào) genannt, ist die Mehrheitsreligion der Zhuang, der größten ethnischen Minderheit in China. Sie ist in Guangxi sehr präsent. Es gibt nicht nur einen höchsten Gott, den Schöpfer Bu Luotuo (布洛陀), Auch mehrere andere Gottheiten werden verehrt. Sie beruht auf einer Theorie der drei Elemente (Himmel, Erde und Wasser). Mo ist animistisch und glaubt, dass Geister in allem vorhanden sind.
Mo entwickelte sich aus dem prähistorischen Glauben des Zhuang-Volkes; hat Ähnlichkeiten mit der Chinesischen Volksreligion, Sie haben Lehren entwickelt, die mit dem Buddhismus und dem Taoismus verwandt sind, nachdem sich diese Religionen in der Zhuang-Kultur vereinigt hatten. Die chinesische Kulturrevolution schwächte Mo, dennoch hat die Religion seit den 1980er Jahren ein Wiederaufleben erlebt. Mo variiert von Region zu Region.

## Überzeugungen
Mo beruht auf einer Theorie der drei Elemente (Himmel, Erde und Wasser). Die Religion ist animistisch und glaubt, dass Geister allgegenwärtig sind. Die Geister gelten als unsterblich. Mo zeigt Totemismus und Fruchtbarkeitskult.

### Gottheiten
In den Mo gilt Bu Luotuo Luotuo als oberster Gott und Schöpfer und als Gründer der Mo-Religion.
Mutter Blume, Me Hoa, gilt als die Schöpferin der Menschheit, da sie die Frau von Bu Luotuo ist. Als Göttin der Fortpflanzung herrscht sie über einen großen Garten mit goldenen (Mädchen) und silbernen Blumen (Jungen). Diejenigen, die sich mit gutem Sinn und guten Gefühlen verhalten, werden mit guten Blumen (guten Kindern) beschenkt, während diejenigen, die sich schlecht verhalten, schlechte Blumen erhalten. Familien haben Altäre für sie.
Weitere Götter sind Tudigong, der als Beschützer der Dörfer gilt, She Shen, der Schutzgeist der Dörfer, der Shan Shen ("Gott der Berge") und der Drachenkönig. Reis wird als wichtig angesehen, daher gibt es einen Gott der Felder und einen weiteren Gott, der für Reis zuständig ist.

## Kosmologie
In Mo glaubt man, dass Geister allgegenwärtig sind und dass sogar unbelebte Gegenstände wie Wasser eine Seele haben. Zu den Mo-Geistern gehören Gottheiten und Ahnen, aber auch Dämonen.
Mo sagt, dass die Menschen nach dem Tod drei Seelen haben: eine geht in den Himmel, die andere auf den Friedhof und die dritte kehrt zur Familie des Verstorbenen zurück. Die Seelen der Toten gehen in andere Welten, können aber den Lebenden weiterhin beistehen. Nach der Mo-Religion können Menschen, die durch Gewalt gestorben sind, zu bösen Geistern werden.

## Feste
Die Anhänger von Mo feiern die folgenden Feste chinesischen Ursprungs: das Frühlingsfest, das Qingming-Fest, das Duanwu-Fest, das Mondfest und das Dongzhi-Fest. Festgelegte Rituale werden bei traditionellen, im Jahreskalender vorgeschriebenen Festen durchgeführt.
Sanyuesan ist ein Fest, das am 3. März des Mondkalenders gefeiert wird und als ebenso wichtig gilt wie Qingming. Am selben Tag, bevor das Fest stattfindet, werden den Ahnen Opfer dargebracht.
Kühe werden als heilig angesehen. Das Fest der Seele der Kuh wird am achten Tag des vierten Mondmonats gefeiert, dem Tag, an dem die Mo-Anhänger glauben, dass die Kuhkönigin geboren wurde. An diesem Tag gehen die Gläubigen zu ihren Ställen und lassen die Kühe frei.
Das Froschfest wird im ersten Mondmonat gefeiert, wenn die Menschen um Regen und eine gute Ernte beten.
Das Geisterfest dauert mehrere Tage und wird in dem Glauben gefeiert, dass die Verstorbenen als Geister oder andere paranormale Formen Kontakt zu ihren Angehörigen aufnehmen können. Die Familien reinigen ihre Häuser sorgfältig und treffen andere Vorbereitungen; dann sind Geister willkommen. Zum Schluss verabschieden sich die Familien von den Geistern und verbrennen Gegenstände, damit sie im kommenden Leben gut aufgehoben sind.